# Hainichen (Eilenburg)
Hainichen ist der nördlichste Ortsteil der Großen Kreisstadt Eilenburg im Landkreis Nordsachsen.

## Geografie und Verkehr
Der Ort liegt an der Bundesstraße 107 zwischen Eilenburg und Zschepplin. Des Weiteren gibt es eine Ortsverbindung nach Rödgen. Außerdem wird der Ort von einem Mäander des Flusses Mulde berührt und vom Bach Rietzschke durchflossen. Hainichen ist an den ÖPNV der Stadt Eilenburg angeschlossen und wird von der Linie 233 (Eilenburg – Bad Düben) an drei Haltestellen bedient. Der nächste Bahnhof ist Eilenburg.

## Geschichte

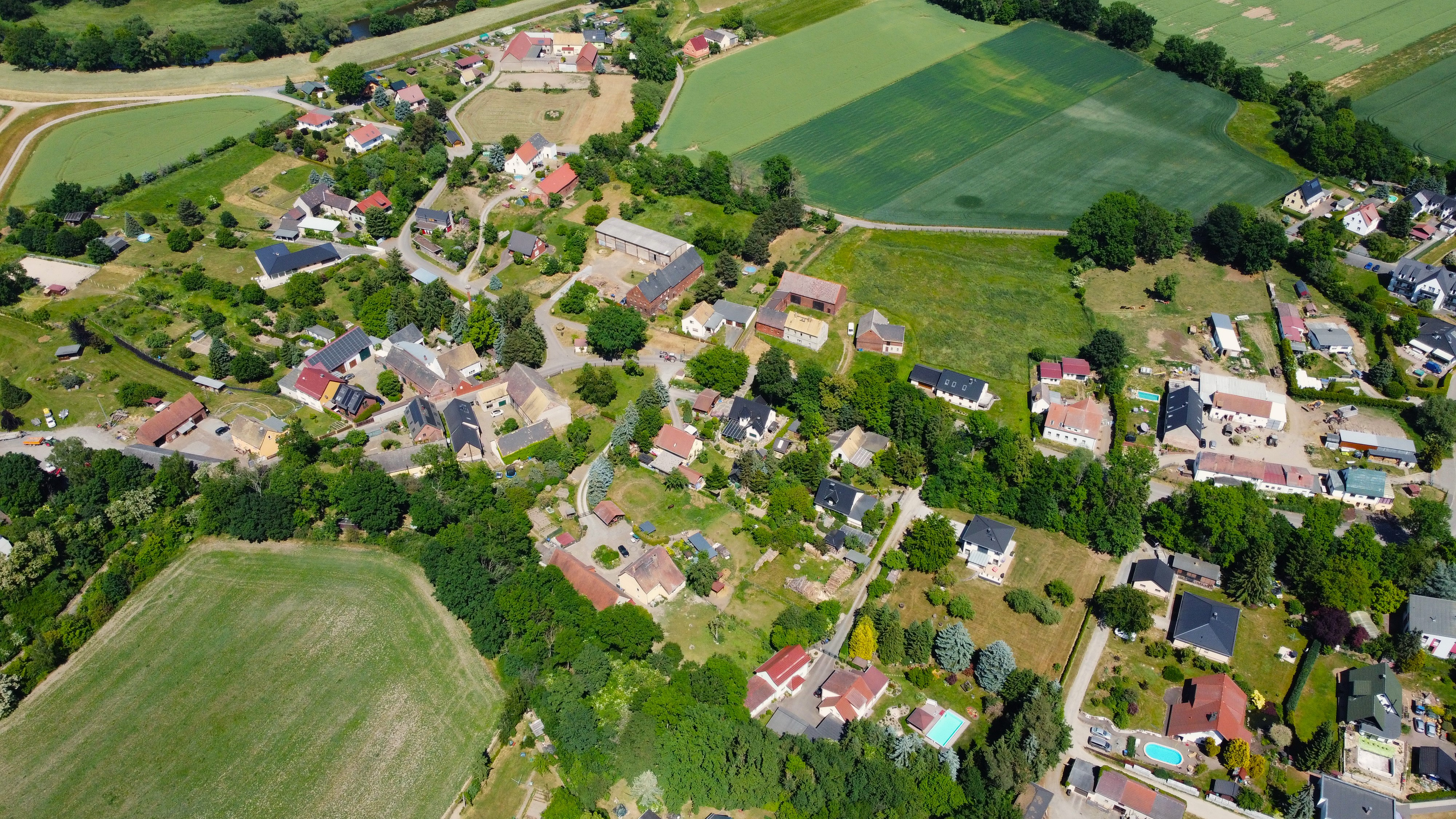
Luftbild von Hainichen (2023)

Hainichen wurde im Jahre 1529 erstmals erwähnt. Der Name des Ortes heißt so viel wie „eingefriedeter umhegter Ort“. Hainichen zählte zu den „Acht Gemeinden“ (Vorstädte) Eilenburgs.
Hainichen gehörte bis 1815 zum kursächsischen bzw. königlich-sächsischen Amt Eilenburg. Durch die Beschlüsse des Wiener Kongresses kam der Ort zu Preußen und wurde 1816 dem Kreis Delitzsch im Regierungsbezirk Merseburg der Provinz Sachsen zugeteilt, zu dem er bis 1952 gehörte.
Im Zuge der zweiten Kreisreform in der DDR im Jahr 1952 fiel Hainichen an den neu geschaffenen Kreis Eilenburg im Bezirk Leipzig, welcher 1994 im Landkreis Delitzsch aufging. Am 1. Januar 1974 wurde Hainichen nach Eilenburg eingemeindet. Bis vor einigen Jahren galt der jetzige Ortsteil Hainichen als Stadtteil Eilenburgs.

### Einwohnerentwicklung
| Jahr | Einwohner |
| ---- | --------- |
| 1818 | 120       |
| 1895 | 177       |
| 1939 | 150       |

| Jahr | Einwohner |
| ---- | --------- |
| 1946 | 289       |
| 1964 | 193       |
| 2008 | 244       |

Im 16. Jahrhundert lag die Einwohnerzahl von Hainichen im unteren zweistelligen Bereich. Mit Beginn des 19. Jahrhunderts stieg die Einwohnerzahl bis zur nächsten Jahrhundertwende auf bis zu 177 Einwohner an. Im 20. Jahrhundert sank die Einwohnerzahl bis zum Ausbruch des Zweiten Weltkrieges auf nur noch 150. Nach dem Ende des Krieges verdoppelte sich die Zahl beinahe. Heute liegt sie bei etwa 250 Einwohnern.

## Fremdenverkehr
Die Landschaft um Hainichen ist durch die Muldenaue vor allem ein Naherholungsgebiet für die Eilenburger. Durch die Lage im Verlauf des Mulderadweges ist der Ort auch für Radwanderer Station.
→ siehe auch: Kulturdenkmale in Hainichen